# Cryptolestes cornutus
Cryptolestes cornutus is een keversoort uit de familie dwergschorskevers (Laemophloeidae). De wetenschappelijke naam van de soort werd in 1989 gepubliceerd door Thomas & Zimmerman.